# 牡丹市場

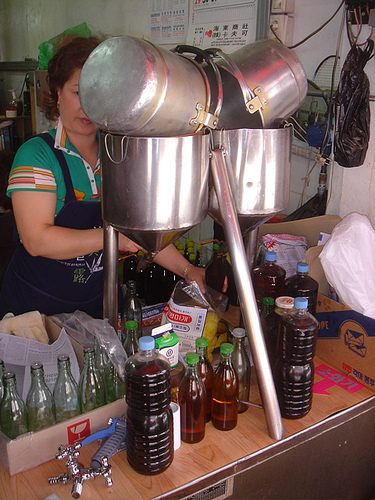
牡丹市場のごま油

牡丹市場（モランいちば）は、大韓民国京畿道城南市にある市場である。毎月、4日、9日、14日、19日、24日、29日に開かれる。食料品、衣類、雑貨などが売られている。最寄駅はソウル交通公社8号線・韓国鉄道公社盆唐線(首都圏電鉄水仁・盆唐線)の牡丹駅である。特に食用の犬が売られていることで有名である。